# Calvin Coffey
Calvin Thomas Coffey (ur. 27 stycznia 1951 w Norwich) – amerykański wioślarz, srebrny medalista olimpijski.

## Kariera
Wystąpił na igrzyskach olimpijskich w Montrealu w 1976, gdzie wspólnie z Michaelem Stainesem zdobył srebrny medal w dwójkach bez sternika. W wyścigu finałowym ulegli o 3,42 sekundy osadzie NRD, a o 3,30 sekundy wyprzedzili dwójkę RFN. Był to jego jedyny start olimpijski.
Ponadto zdobył złoty medal w czwórkach ze sternikiem na igrzyskach panamerykańskich w Cali (1971). 
Kształcił się na Northeastern University w Bostonie. Po zakończeniu kariery założył firmę Coffey Corporation produkującą łodzie wioślarskie.
Jego córka, Olivia Coffey także została wioślarką.